# 300 West Adams Building
Le 300 West Adams Building (aussi connu comme le 300 West Adams Street Office Building) est un immeuble conçu en 1927 par l'architecte Jens J. Jensen, situé dans la partie ouest du secteur financier du Loop à Chicago, dans l'État de l'Illinois, aux États-Unis. Non loin se trouve la Willis Tower, plus haut bâtiment de la ville depuis son achèvement en 1973.
Le bâtiment est protégé au titre des monuments historiques de Chicago depuis qu'il a été désigné Chicago Landmark (CL) par les membres de la Commission on Chicago Landmarks de la ville de Chicago en 2009.

## Description
En tant qu'immeuble de bureaux datant des années 1920, le bâtiment reflète l'expansion vers l'extérieur du quartier d'affaires de Chicago à partir de son noyau historique (aux alentours immédiats de l'actuel Grant Park) vers les anciens quartiers industriels le long de la rivière Chicago. Ce bâtiment de douze étages revêtu de terre cuite est un excellent exemple du style architectural néogothique et un bel exemple de l'utilisation de la terre cuite dans l'architecture des bâtiments commerciaux qui se sont imposés à Chicago durant cette période. Sa structure est constituée d'une ossature en acier et ses fondations sont faites en béton armé.
Grâce à sa conception et à son esthétique, le 300 West Adams Building incarne le boom des tours de bureaux des années 1920 à Chicago et constitue aujourd'hui un exemple significatif de ce type de bâtiment historique.

## Historique
Avant le Grand incendie de Chicago de 1871, la zone située directement le long de la rivière était principalement constituée d'entrepôts commerciaux et d'industries. En avril 1879, un de ces entrepôts fut construit à l'angle nord-ouest de Adams Street et de Franklin Street, à l'emplacement de l'actuel 300 West Adams Building. À l'origine, il fut construit pour la l'entreprise Armour-Dole Grain Company. Plus tard, le bâtiment a été converti en magasin de gros pour l'entreprise Carson, Pirie, Scott and Company (avant que cette dernière n'emménage dans le Carson, Pirie, Scott and Company Building). En 1905, l'entrepôt était entouré de structures semblables.
À la suite de l'augmentation de la pression immobilière commerciale, le quartier connut une tendance au réaménagement. Avec l'achèvement de la gare ferroviaire d'Union Station en 1925, Carson, Pirie, Scott and Company commença à planifier la création de bureaux en lieu et place de son entrepôt. En janvier 1926, Carson, Pirie, Scott and Company annonça que son bâtiment de vente en gros situé à l'angle de Adams Street et Franklin Street serait transformé en immeuble de bureaux moderne, tout en conservant sa hauteur de six étages. Quelques mois plus tard, le plan a été révisé pour inclure la démolition de la structure existante et son remplacement par un immeuble de bureaux entièrement neuf de douze étages.
Avant même le commencement des travaux sur le site, d'importants espaces furent déjà loués à la United States Gypsum Corporation, à la Dun & Bradstreet, au Transportation Freight Bureau et à la General Chemical Co.
Même dans les années 1930, le célèbre bâtiment de l'architecte Henry Hobson Richardson, le Marshall Field's Wholesale Store, fut considéré comme obsolète avant d'être démoli puis transformé en parking, et au milieu des années 1970, d'autres bâtiments du secteur furent détruits pour être ré-emménagé dans des bâtiments jugés plus modernes. Les entrepôts furent détruits les uns après les autres pour faire place à de nouveaux immeubles de bureaux en verre et en acier comme ce fut le cas pour la Willis Tower de 110 étages qui trône, depuis son achèvement en 1973, à l'angle de Franklin Street et Adams Street. Sam Zell vendit le bâtiment en 2007 et, en 2009, les nouveaux propriétaires entreprirent une vaste opération de rénovation et de restauration.
La société McLennan Construction fut l'entrepreneur général du 300 West Adams Building.  Les travaux de construction s'achevèrent le 1er avril 1927 et le bâtiment ouvrit quelques semaines plus tard.
En 2009, le 300 West Adams Building est désigné Chicago Landmark (CL) par la ville de Chicago et devient à ce titre un bâtiment protégé au patrimoine municipal.